# Jerzy Klamka (elektronik)
Jerzy Władysław Klamka (ur. 30 listopada 1931 w Przemyślu, zm. 17 sierpnia 2023) – polski inżynier elektronik, specjalista w zakresie mikrofalowej elektroniki półprzewodnikowej i teleinformatyki, profesor doktor habilitowany nauk technicznych.

## Życiorys
Ukończył VI Liceum Ogólnokształcące im. Tadeusza Reytana w Warszawie (1950) i Wydział Łączności Politechniki Warszawskiej, uzyskując dyplom magistra inżyniera łączności (1956). W 1963 roku uzyskał stopień naukowy doktora (promotor Janusz Groszkowski), a w 1967 stopień doktora habilitowanego. W 1976 otrzymał tytuł profesora nauk technicznych.
W 1954 rozpoczął pracę w Zakładzie Elektroniki Instytutu Podstawowych Problemów Techniki PAN. W późniejszym okresie współtwórca Instytutu Technologii Elektronowej, w którym w latach 1994–1998 pełnił funkcję pierwszego zastępcy dyrektora ds. badań i rozwoju. W latach 1969–1991 prowadził wykłady w Instytucie Radioelektroniki Politechniki Warszawskiej. Wchodził w skład Sekcji Mikrofal Komitetu Elektroniki i Telekomunikacji PAN.
Członek Stowarzyszenia Elektryków Polskich (SEP) i Instytutu Inżynierów Elektryków i Elektroników (IEEE). Od 2002 redaktor naczelny miesięcznika „Elektronizacja”, 
a w latach 2004–2018, po jego reorganizacji, miesięcznika naukowo-technicznego „Elektronika – konstrukcje, technologie, zastosowania”.
Pochowany na cmentarzu Powązkowskim w Warszawie.

## Monografie
- Diody germanowe i krzemowe, Wydawnictwa Naukowo-Techniczne, Warszawa 1960
- Półprzewodnikowe diody o zmiennej pojemności, Wydawnictwa Naukowo-Techniczne, Warszawa 1963
- Diody mikrofalowe półprzewodnikowe, Wydawnictwa Naukowo-Techniczne, Warszawa 1973
- Mikrofalowe przyrządy półprzewodnikowe, Wydawnictwa Naukowo-Techniczne, Warszawa 1982
- Heterozłączowe przyrządy półprzewodnikowe na zakres mikrofal i fal milimetrowych, Agencja Lotnicza ALTAIR, Warszawa 2002

## Odznaczenia i wyróżnienia
- Brązowy Medal „Za zasługi dla obronności kraju” (1962)[1]
- Nagroda Państwowa II stopnia (1964, zespołowo)[1]
- Srebrny Medal „Za zasługi dla obronności kraju” (1973)[1]
- Złoty Krzyż Zasługi (1974)[1]
- Złota Odznaka „Za zasługi dla rozwoju przemysłu maszynowego” (1976)[1]
- Złoty Medal „Za zasługi dla obronności kraju” (1978)[1]
- Krzyż Kawalerski Orderu Odrodzenia Polski (1978)[1]
- Srebrna Odznaka Honorowa SEP (1998)[2]
- Złota Odznaka Honorowa SEP (2007)[2]
- Złota Odznaka Honorowa SIMP (2008)[2]
- Medal im. prof. Janusza Groszkowskiego (2008)[2]
- Medal im. prof. Jana Nowackiego (2013)[2]
- Tytuł „Złoty Inżynier” (2016)[2]
- Srebrna Odznaka Honorowa NOT (2017)[2]
- Medal z okazji 100-lecia SEP (2019)[2]